# Luis de Vicente
Luis de Vicente est l'une des sept paroisses civiles de la municipalité de Mara dans l'État de Zulia au Venezuela. Sa capitale est Carrasquero.